# Fulton (Missouri)
Pour les articles homonymes, voir Fulton.
Fulton est une ville du comté de Callaway dans l'État du Missouri aux États-Unis.

## Histoire
Winston Churchill y a prononcé un discours le 5 mars 1946 dénonçant le « rideau de fer » séparant l'Europe occidentale alliée des États-Unis de l'Europe de l'Est alliée de l'URSS.

## Personnalité
Helen Stephens (1918-1994), championne olympique du 100 m et du 4 × 100 m à Berlin, en 1936, est née à Fulton.